# آدم باتیروف
آدم باتیروف (روسی: Адам Алавдинович Бати́ров؛ زادهٔ ۱۳ ژانویهٔ ۱۹۸۵) کشتی‌گیر روس‌تبار کشور بحرین است که در دسته ۷۰ ک‌گ کشتی آزاد مسابقه می‌دهد. او در مسابقات قهرمانی کشتی جهان ۲۰۱۸ به نائب قهرمانی رسید. او برادر کوچکتر ماولت باتیروف قهرمان نامدار جهان و المپیک است.

## مسابقات قهرمانی کشتی جهان ۲۰۱۸
باتیروف در وزن ۷۰ کیلوگرم کشتی آزاد مسابقات قهرمانی کشتی جهان ۲۰۱۸ بوداپست حاضر بود که فرانکلین مارن از کوبا، میهای ساوا از رومانی، داویت صافاریان از ارمنستان و اندری کویاتکوفسکی از اوکراین را شکست داد و به فینال رسید. وی در دیدار نهایی از ماگومدرسول گازیماگومیدوف کشتی‌گیر روسیه که هموطنش بود شکست خورد و به مدال نقره بسنده کرد.